# Acropteris obliquaria
Acropteris obliquaria är en fjärilsart som beskrevs av Moore. Acropteris obliquaria ingår i släktet Acropteris och familjen Uraniidae. Inga underarter finns listade i Catalogue of Life.